# 時間生物學
時間生物學（英語：chronobiology；字首來自希腊语，指时间）又譯生物鐘學，廣為人知的生理時鐘。是一门科学，它的任务是研究生物体内与时间有关的周期性现象，或曰这些现象的时间机制。生物节律是凭经验总结得出的，但有其生理学和分子生物学基础。生物钟学与所谓的生理节律无关。

## 概述
時間生物學的研究目的，是生物体内生理和行为的时间机制。在这种机制中，生物体内部的时钟系统所产生的节律是主要的。
三大中心问题：
1. 生物节律有哪些类型？它们是怎样影响生物的生理过程的？
2. 节律是内在的吗？如果是，哪里是产生节律的发生器，哪里是起搏点，它们怎么运作？
3. 哪些是外源性的，周期性的因素，即是所谓的时间服务器，它们又是怎样作用于生物时钟的？

生物时间机制对所有的生物都很重要，而且在目前所有被研究的生物裡科学家都找到了其时间节律现象。生物体内有很多过程虽然彼此相关，但在时间上都是有所区别的。还有一些过程不但受到内在因素制约，还会受到外界因素影响。时间上的区别之一就是各种行为各具其规律性——在一个大范围内观察这种规律性，就可以称之为生物节律。周期的长度由毫秒到年不等。细胞分裂，呼吸，心跳和行为只是其中的一些例子。
生物钟学对人的意义在近年来越来越重要，因为我们的生活越来越频繁地逆这种生物钟而行。在医学方面已经确定，服药时间对药效影响甚大。在化疗中，若因就节律给病人服用细胞抑制剂的话，调制药物的浓度就可以比其他给药时间所采用的浓度降低很多。

## 生物节律的例子
体温在晚睡醒来之前就已经开始升高。就是说人体已经为快要到来的活动做准备。
就是在黄昏或夜行性的动物，甚至是植物，都存在这种“做准备”的现象。
植物在日出之前就会激活光合作用相关器官，为光合作用做准备，以最长时间的利用光能。
很多植物在日间某些时候会展开或合上其花朵。还有一些植物，在一段日子里花朵相继开放，只在特定的钟点合成香料和花蜜。虫媒如蜜蜂就在会恰在此时到访。

## 生物节律的种类
根据周期长度，将生物节律分为四种：
- 超昼夜的（亚日的）节律（infradian rhythms），该词源于拉丁语：“infra”为“底下”，“dies”为“日”，亦即周期比一天长的节律。 例如鸟类的迁徙；季节性的（大概 365.25天长）冬眠；还有与退涨潮相关的半月周期，如在满月、新月出现大潮，而半月时出现小潮（大概 14.25 天），银汉鱼只在涨潮时在岸上产卵；或者太阴日节律的，以28.5为周期（矶沙蚕属）。
- 近潮汐节律（circatidal rhythms），跟随12.5小时的潮汐节律。一些海岸线的动物有这种节律，例如水生的蟹类动物涨潮时才会活动，而生长在岸上的蟹则会在退潮时觅食。
- 次昼夜（超日）的节律（ultradian rhythms）源于拉丁语的“ultra”（超）和“dies”（天、日），其频率超过日频率，就是说一天出现两次以上（严格来说是整数次，这是与近潮汐节律的区别）。这些短于24小时的节律的例子有蝙蝠的捕食周期、成人90分钟睡眠循环、垂体的间歇性荷尔蒙分泌等。
- 近昼夜节律（circadian rhythms）来自拉丁语“circa”（大约）和“dies”，为接近24小时长的节律，如人类睡眠和苏醒、植物的叶运动等。

研究得最彻底的是近昼夜节律，当然有历史的原因——近昼夜节律比周年节律更明显，但更重要的是近昼夜节律对人类来说更有现实意义。以下讲解若无特别说明，都是指近昼夜节律。

## 時間生物學历史
在18世纪天文学家让-雅克·多尔图·德迈朗就描述了含羞草的日间叶运动。通过实验他得知，即使在黑暗中叶子也会呈现这种节律。类似的报道也见于Georg Christoph Lichtenberg，Christoph Wilhelm Hufeland，林奈和达尔文。但直到20世纪人们才开始对该现象作科学研究。在该领域的先驱有：Wilhelm Pfeffer，Erwin Bünning，卡尔·冯·费舍尔，尤金·阿绍夫 (Jürgen Aschoff) 和Colin Pittendrigh。
对生物节律的一个重要的发现是，很多自然节律在持续的同等强度的实验室条件下也能产生，就是说生物节律并不依赖于外部环境诸如每日光照和温度的节律变化。内部时钟的同步是通过时间变化的媒介完成的，如光和温度。

## 生物钟的位置
最近十几年的生物钟研究发现，生物体确实存在日常意义的昼夜“时钟”，并可以告诉生物体的每日钟点。它们的昼夜周期的误差常常可以精确到数分钟。研究发现具有昼夜生物钟性质的组织按照调控机能等级可以分为：中央生物钟（central clocks）和外周生物钟（peripheral clocks）。从目前所知道的所有生物钟模型研究得知，昼夜生物钟是细胞自主的，也就是说，某些细胞就具有生物钟的特性。虽然昼夜生物钟受外界环境（比如光照温度等条件）的调控，复杂生物的中央昼夜生物钟往往并不存在于光感受器上。比如，哺乳动物的中央昼夜生物钟存在于下丘脑的视交叉上核（suprachiasmatic nucleus, SCN）。

### 单细胞生物
从1940年代就已经知道，单细胞生物也有自己的生物钟。所以从中可得知，生物钟的运行并不一定需要一个网络作为硬件。 
藻类如眼虫属或衣滴虫有趋光性昼夜节律。
草履虫有昼夜生理过程。
海生的腰鞭毛虫， 如多邊膝溝藻，也有自己的昼夜节律。它在日出前一个小时就会浮到水面，形成厚厚的一片，进行光合作用。在有利条件下它们会形成红潮。在日落之前它们则会重新潜到海中。晚间它们借助荧光素酶发出生物光，人们推测这是可以驱赶天敌橈足類的。 
这些节律也可以在实验室里通过施加持续的影响而发生。
同时原核生物（细菌，和蓝藻）也有昼夜节律。

### 植物
直至今天在植物中仍没找到生物钟的中央控制部分或是起搏点。现在只能推测，光合作用以及与之联系的运动是由遍布植物体的多个时钟共同控制的。
例如光合作用器官的新陈代谢，在实验中可以观察到是由于光照对基因表达产生影响引起的。
每天在叶绿体的类囊体膜上的光收集器（Lhc）都会进行光合作用。光会影响细胞核基因的转录和翻译。西红柿到目前为止已发现19个Lhc-基因。
目前在Lhc-基因的运作机制和其启动子方面进行着很多的研究。

### 动物
在动物中起搏点位于中枢神经系统。
对于昆虫如果蝇存在脑部的腹侧的侧边小神经元（small ventral lateral neurons, s-LNv）中，这些神经元表达色素扩散因子（pigment dispersing factor, PDF）。不在光叶中。對黑脉金斑蝶來說，遷徙時較依靠觸鬚上的生物鐘。

对于软体动物在视网膜的基底部

对于脊椎动物在视交叉上核和松果体（pineal gland，epiphysis cerebri）中。松果体分泌褪黑激素（N-乙酰-5-甲氧基色胺）。
鱼，两栖类动物，爬行类动物和很多鸟类动物中松果体是对光敏感的，除此之外它还控制了除褪黑激素昼夜产生节律外的其他节律，如体温和进食。从中可得知，松果体比视交叉上核更早掌管着生物节律。

### 哺乳类动物
哺乳类动物中松果体和视交叉上核共同控制了节律，但还有很多其他证据表明，还有其他起搏点的存在，如视网膜。但这些时钟是如何运作的，还是一个未知数。

## 实验
如上所述，动物和植物的周期性现象很早就为人所知。1759年就有人制作了第一张豆类植物叶运动的近昼夜节律图表。首先植物的叶子会与杠杆的一端相连，杠杆的另一端放置在一个滚轮之上。若叶子下垂，杠杆会在滚轮上留下一条向上的线，相反当叶子向上提起的时候，就会得到一条向下的曲线。实验为期数天。前三天每天光照12小时，第四天起停止光照，
若果这种光是叶运动的原因的话，人们应该会得到这样的结果，就是叶子在没有光照的后几天会一直下垂。但事实并非如此。因此光照并不是叶运动的原因。
20世纪80年代有实验，去观察究竟外在因素会不会产生作用。太空实验室1号将真菌 脉孢菌带到太空，去看看离地后生物节律的变化。实验结果却与在Cape Canaveral对照组所得的结果相同。从此时起，人们在近昼夜节律，次昼夜（超日）节律和超昼夜（亚日）节律是内因产生的这一点上，达成了共识。
上世纪最重要的研究手段是基因的突变筛选。1970年Konopka首次在黑腹果蝇（Drosophila melanogaster）上应用了这一技术。这种果蝇的成虫破蛹行为有着明显的近昼夜节律，接近24小时。就是说蝇破蛹的时刻不是随机的，而是在一天的特定时刻。若一天已经过了这一时刻，那么成虫不会在当天，而是下一天出蛹。这种节律代代相传。Konopka找到了三种特变品种并不断培育其后代：第一种Pershort，并不遵循这种24小时节律，而是19小时，其后代也如是。第二种Perlong，其周期为29小时。第三种Per-，没有节律。所有这些特变品种在基因的同一区段上出现了缺陷。90年代末在不同的哺乳类动物里科学家找到了这些“时钟基因”（BMal, Clock, MPer1, Mper2, Mper3, Cry1, Cry2）。
20世纪90年代开始，生物钟学开始了跨学科协作。该领域的研究不单止着眼于某种方法或是某种现象，而是去寻找其内在的联系。微生物学、生理学、生态学、心理学和数学为時間生物學提供了重要的支持。而時間生物學的研究对象包括植物和动物，还有人。
時間生物學对畜牧业，社会学和医学有重要的意义，如轮班制、药理学、精神病学都离不开時間生物學。行为生理学研究生物钟的大脑机制，提供了生理学基础。

## 对人类的影响
如上所述，生物鐘學對人類來說越來越重要。
第一，人類的生活模式越來越偏離生物鐘。輪班制越來越多。第二，人類越來越少去曬太陽。特別在冬天，人類在室內過上大部分的時間，光強度鮮有高於500勒克斯。在戶外即使是陰天最少有8000勒克斯，而太陽光則有100000勒克斯。因此就生物鐘系統來說人類大多生活在黑暗中。人類的晝夜節律其實每天都需要一次新的“校正”，但現在卻遇上了很大的困難。後果可能是失眠和飲食失調，精力不足直到深度抑鬱症。在北歐（如挪威)和加拿大北部等，在冬天光效率甚至直逼0。在當地，為治療季節性憂鬱症人們採取了光療法。第三，人類越來越頻繁的跨時區遷移（即從東向西，或從西向東），這是對人類晝夜節律一個重大挑戰。
時間利用的習慣分成兩類。一類晚睡晚起，睡眠時間長——「貓頭鷹型」，而「雲雀型」則是早睡早起。這個差別是基因因素引起的，所以要更改是困難的。這也意味著，人類大部分是逆節律生活的。青春期年輕人幾乎全是貓頭鷹型，因此推遲上課時間一個小時，特別是在冬天，無論對授課效果還是健康都是大有好處的。除了這兩種類型外，還有睡眠時間長短之分。這些類型可以相互組合。還有一種類型的人，他們對睡眠和日光同步束手無策。这种情况主要是光照不足或吸收光照的体力不足。
生物鐘學與人類的年齡有關。嬰兒時期次晝夜系統（短的活動時間）和長的睡眠交替，直到晝夜系統發展到能夠掌管生物鐘為止。但隨著年齡的增長它也會漸漸失效。這也是老年人睡眠和活動障礙的原因。通常人们过度脑体力消耗和兴奋剂或激素类药物的滥用是一个破坏生物节律的过程。
在一項安排人長時間居住在照不到太陽的地方的實驗裡，發現人類的生理時鐘週期是25小時。
目前的研究顯示，人體中存在一種名為褪黑激素的賀爾蒙物質，由腦中的松果體製造產生，一般情況下白天在腦中的濃度較低，在晚上的濃度較高，而且已經證實服用褪黑激素萃取物可以使人明顯感受到睡意，所以一般相信褪黑激素是掌控人類生理時鐘的關鍵。有些醫師會建議不要只用安眠藥調整時差，還要搭配褪黑激素。在夜間避免照射到太多人工光源（如日光燈、LCD螢幕），有助於人體生產褪黑激素，讓生理時鐘配合日照。

## 延伸閱讀
- Peter Spork: "Das Uhrwerk der Natur. Chronobiologie - Leben mit der Zeit"， Reinbek: Rowohlt Taschenbuch Verlag， (rororo: 61665)， 2004， ISBN 978-3-499-61665-5
- Arthur T. Winfree: "Biologische Uhren. Zeitstrukturen des Lebendigen" ISBN 3-925-0887-1
- G. Hildebrandt， M. Moser und M. Lehofer: "Chronobiologie und Chronomedizin"， Hippokrates Verlag 1998， ISBN 978-3-7773-1302-3
- "Vertebrate Circadian Systems"， Structure and Physiology， Ed. J. Aschoff， S. Daan， G.A. Groos， Spinger Verlag ISBN 978-3-540-11664-6 in englischer Sprache
- Björn Lemmer: "Chronopharmakologie. Tagesrhythmen und Arzneimittelwirkung." Stuttgart 2004. ISBN 978-3-8047-1304-8

## 相關
- 生物钟
- 時間知覺
- 视交叉上核

## 外部連結
- Halberg Chronobiology Center （页面存档备份，存于） at the University of Minnesota, founded by Franz Halberg, the "Father of Chronobiology"

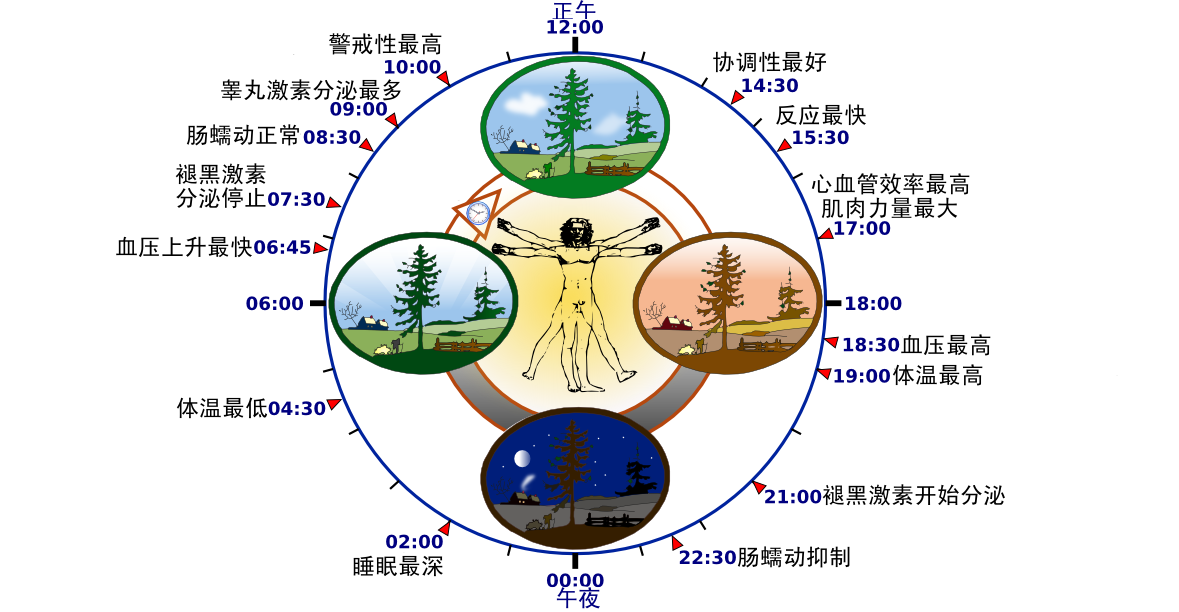
概述，包括一些生理参数的人类昼夜节律（“生物钟”）。

- The University of Virginia offers an online tutorial on chronobiology.
- See the Science Museum of Virginia publication Can plants tell time?
- The University of Manchester （页面存档备份，存于） has an informative Biological Clock Web Site
- S Ertel's analysis of Chizhevsky's work